# 1988年亞美尼亞大地震
亞美尼亞大地震是1988年12月7日發生在苏联亞美尼亞北部斯皮塔克附近的毀滅性大地震。地震發生在當地時間上午11:41（UTC07:41），震級為里氏6.8級。

## 破壞
地震造成了亞美尼亞第二大城市列宁纳坎（震中以西50公里）（今久姆里）80%的房屋倒塌；小城斯皮塔克和斯皮塔克区的大部分村庄遭到彻底破坏。震中附近的輸電線，公路和鐵路遭到嚴重破壞。地震甚至造成了長達10公里的地裂。
12月10日，苏联官方初步估計的傷亡人數為：4-4.5万人死亡，1.2万人受伤，50多万人无家可归。13日官方公佈的數字上升至5.5萬人死亡，1.3萬人受傷。然而12月30日後蘇聯官方又改稱最終死亡人數並沒有之前估計的那麼多，大約為2.5萬人，苏联部长会议發言人表示至今共找到24854具屍體。
12月28日，蘇聯官方公佈此次地震的經濟損失達85億盧布，甚至超過了切尔诺贝利核事故（80億盧布）。

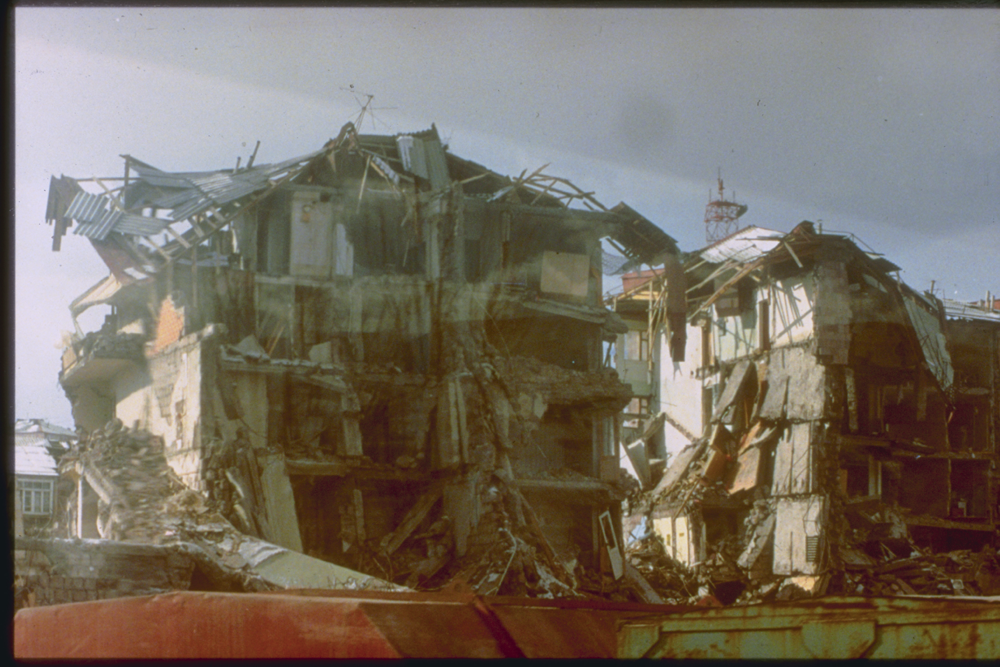
損毀的建築

## 震後

### 救援工作
12月8日，正在美國訪問的蘇聯領導人戈尔巴乔夫中斷訪問提前回國，領導救災工作。
蘇聯政府也是自冷戰時期以來，首次破例接受美國政府及私人機構的援助。西方石油公司董事长阿莫德·哈默親自前往亞美尼亞救災。阿尔及利亚、法国、英国和意大利等国都派出了救援小組和救災物資。
12月11日，一架负责救灾的伊尔-76運輸機在列宁纳坎機場降落時和直升機相撞，造成78人死亡
。